# Eulogio Altamirano Aracena
Pedro Eulogio Altamirano Aracena (San Felipe, 1 augustus 1835 - Santiago 14 april 1903) was een Chileens politicus.

## Biografie

### Vroege carrière
Hij promoveerde in 1859 aan het Nationaal Instituut in de rechten en vestigde zich als advocaat. In mei 1865 werd hij benoemd tot rechter in Valparaíso en vanaf april 1869 was hij werkzaam als strafrechter in Santiago. Hij bekleedde verschillende ministersposten onder president Federico Errázuriz Zañartu:
- Minister van Onderwijs, Eredienst en Openbaar Onderwijs: 2 augustus 1870 - 18 september 1871
- Minister van Binnenlandse Zaken van Chili: 18 september 1871 - 23 april 1873
- Minister van Buitenlandse Zaken: 18 september 1871 - 23 april 1873
- Minister van Oorlog en Marine: 1871; 1 september 1875 - 11 oktober 1875

In 1873 werd hij voor de Partido Conservador (Conservatieve Partij) in de Kamer van Afgevaardigden gekozen. Hij stelde zich op als een onafhankelijk en liberaal parlementariër. In 1876 werd hij burgemeester van Valparaíso (tot 1884) en bekleedde daarnaast de post van chef van de marine. In datzelfde jaar nam hij zitting in de Senaat (tot 1882).

### Salpeteroorlog
Aan het begin van de Salpeteroorlog (1879) werd hij benoemd tot secretaris-generaal van het Leger in de campagne tegen Peru. In 1880 nam hij namens de Chileense regering deel aan de mislukte vredesbesprekingen (Conferentie van Arica). Een jaar later maakte hij de bezetting van de Peruaanse hoofdstad Lima mee door Chileense troepen. Daarnaast nam hij deel aan verscheidene veldslagen.

### Latere carrière
In 1884 werd hij directeur van de nationale spoorwegen en een jaar later werd hij wederom lid van de Senaat, waarvan hij lid bleef tot 1894.
Tijdens de Chileense Burgeroorlog (1891) koos hij partij tegen president José Manuel Balmaceda en vóór de revolutionairen. In 1894 werd hij hoofd van het bestuur van de Provincie Valparaíso. 
Eulogio Altamirano Aracena overleed in 1903. Tijdens zijn leven was hij driemaal getrouwd: eerst met Adelina Talavera Appleby en na haar overlijden met Teresa Talavera Appleby, zuster van voorgaande en na haar overlijden met Elena Talavera Appleby, eveneens zuster van voorgaanden. 